# Kraftwerk Wickede

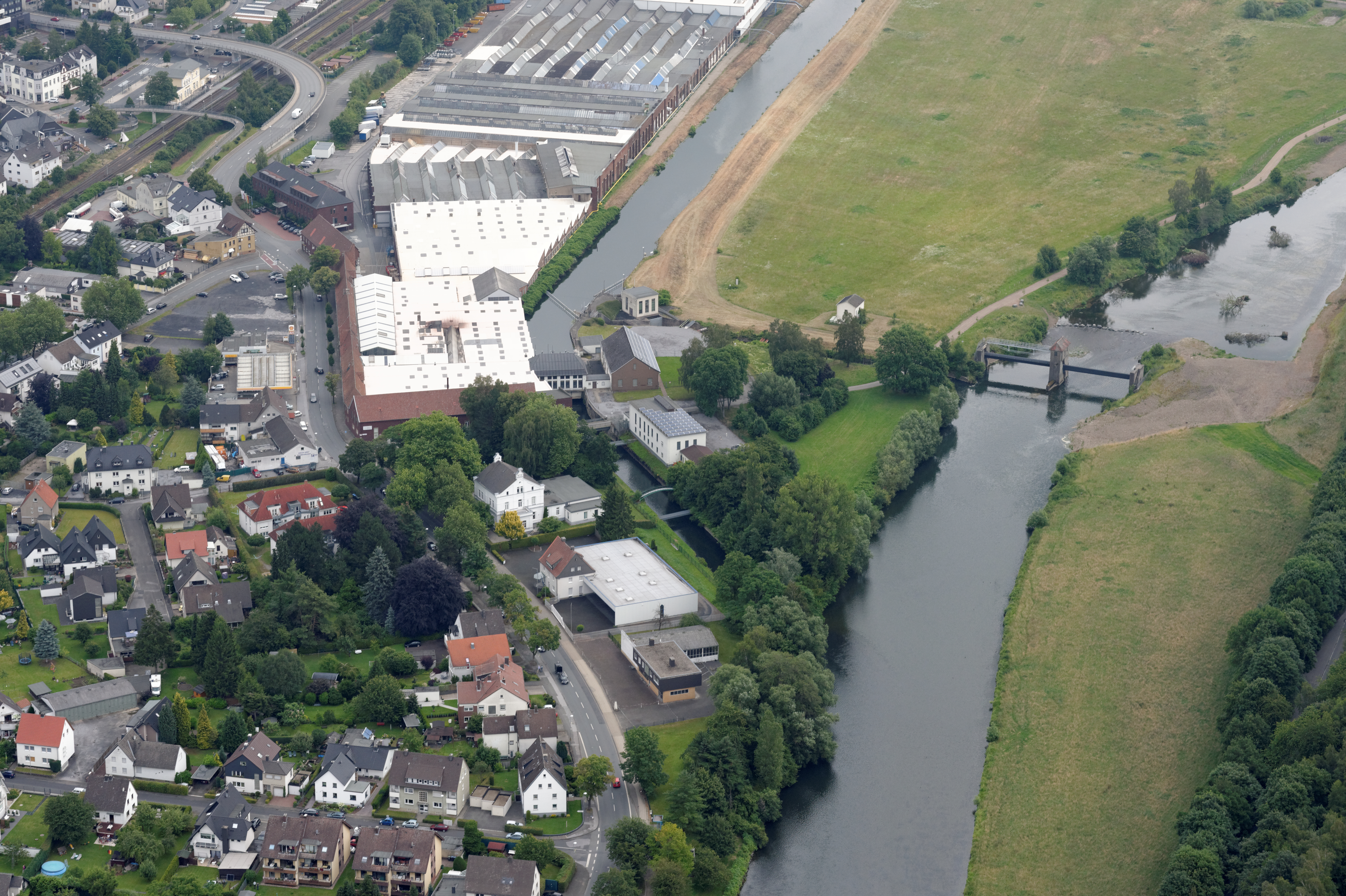
Laufwasserkraftwerk Wickede

Das Kraftwerk Wickede ist ein Wasserkraftwerk an der Ruhr westlich von Wickede (Ruhr).
Die Stadtwerke Fröndenberg Wickede erwarben die mit einer Turbine ausgestattete Wasserkraftanlage 1913 von den „Wickeder Werken und Portland Cement GmbH“. 1913 und 1954 wurde die Anlage mit jeweils einer weiteren Turbinenanlage versehen. Es handelt sich nunmehr um zwei Francis-Zwillingsturbinen und eine Kaplan-Schachtturbine. Die Fallhöhe des Wassers beträgt 5,00 m.